# Palamós
|  | Aquest article tracta sobre el municipi del Baix Empordà. Vegeu-ne altres significats a «Palamós (Sant Guim de Freixenet)». |

Palamós és un municipi de Catalunya situat a la comarca del Baix Empordà. El seu port, raó de l'existència del municipi, ha tingut èpoques de gran esplendor, especialment al principi del segle xx, amb la indústria surotapera. Ara, el conjunt portuari aglutina tres importants sectors: el pesquer, el comercial i el turístic.

## Geografia
- Llista de topònims de Palamós (Orografia: muntanyes, serres, collades, indrets..; hidrografia: rius, fonts...; edificis: cases, masies, esglésies, etc).

Limita amb la Mar Mediterrània i els termes municipals de Calonge, Vall-llobrega, Mont-ras i Forallac. La seva situació geogràfica, ben bé al mig de la Costa Brava, l'ha convertit en un centre turístic de primera magnitud. El municipi de Palamós limita amb els següents termes:
| Forallac i Vall-llobrega | Mont-ras |  |
| Calonge                  |          |  |
|                          |          |  |

Palamós és situa en una zona geografica molt turística, ja que es mostra en mig de municipis i ciutats turístiques com Platja d'Aro, Sant Feliu de Guíxols, Calella de Palafrugell, Begur, Pals o fins i tot el seu poble veí, Sant Antoni de Calonge. Tota aquesta zona en el que Palamós està envoltat, la podríem anomenar el Baix Empordà Meridional, ja que se situa al sud de la comarca i té una gran activitat econòmica en el turisme.

### Demografia
Palamós 9149 habitants

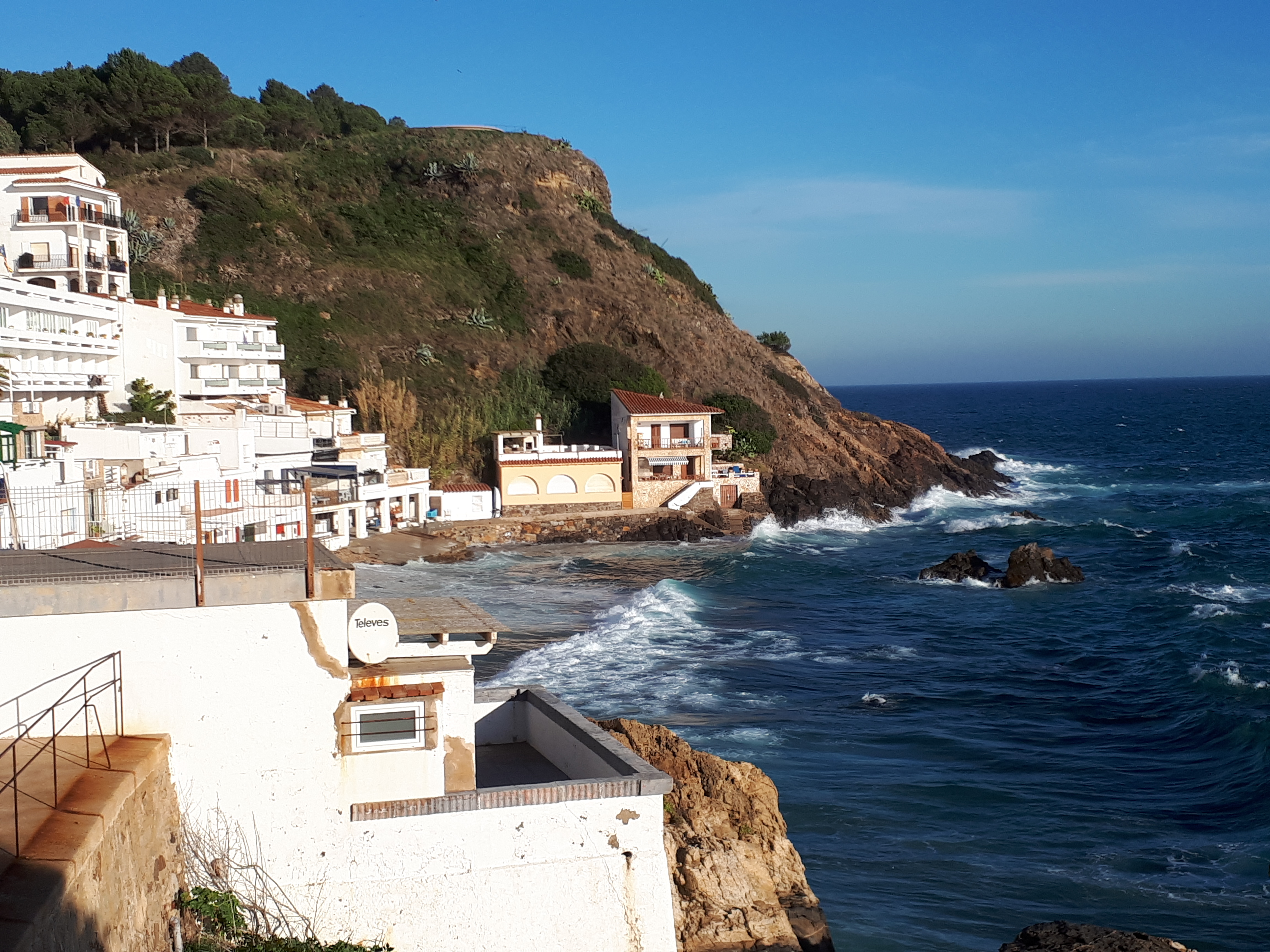
Cala Margarida

El nucli central del municipi. Inclou el Barri Vell, el Pedró, l'Eixample, Les Pites, Rocabrava i Cala Margarida. Amb només 1,14 km² formava el poble més petit de Catalunya abans de l'annexió amb Sant Joan de Vilarromà, i esdevé una zona densament poblada.
Sant Joan de Palamós/Vilarromà 8760 habitants
Fou independent fins fa poc més de 70 anys, i inclou la major part de territori del municipi. Nucli de mar i muntanya, inclou el Barri Vell de Sant Joan, la zona costanera de La Fosca i els barris exteriors de Pla d'Es Pla i El Figuerar, al peu de les Gavarres i la Vall de Bell-lloc.
S'Alguer 1 habitant
Petit nucli de barraques de pescadors que s'ha mantingut aïllat de l'urbanisme del segle xx i ha conservat l'encant dels poblets costaners d'una altra època. Separa la zona urbana municipal de l'Espai Natural de Castell-Cap Roig. Actualment només una persona hi viu de forma estable tot l'any.
| Entitat de població  | Habitants (2024) |
| Palamós              | 9.700            |
| Sant Joan de Palamós | 8.699            |
| Vila-romà            | 99               |
| el Figuerar          | 92               |
| Cala Margarida       | 14               |
| la Fosca             | 14               |
| s'Alguer             | 1                |
| Font: Idescat        |                  |

| 1497 | 1515 | 1553 | 1787  | 1887  | 1900  | 1920  | 1950  | 1970   | 2010   | 2024   |
| 204  | 173  | 162  | 2.155 | 3.443 | 5.137 | 8.695 | 5.836 | 10.088 | 18.057 | 18.651 |

Les primeres notícies d'assentaments humans corresponen al Dolmen de Montagut, al cim del puig Montagut, i que només conserva 3 lloses en el seu estat original i les restes del que havia estat el túmul que el cobria. Es conserva una part del poblament dels indígets de la Punta de Castell, la segona ciutat de més importància després d'Ullastret.
El port de l'actual Palamós es va utilitzar durant les etapes preromanes i romana, però va entrar en desús fins que Pere el Gran el 1277 encarregà la compra del castell de Sant Esteve, construït sobre restes romanes, o va comprar terrenys que va donar a Astruc Ravaia per desenvolupar-hi un nou nucli de població a partir de la Carta Pobla. Els dies 28 d'agost i el 3 i 4 de setembre de 1285, durant el regnat de Pere el Gran, prop de les illes Formigues, l'estol català, comandat per l'almirall Roger de Llúria, vencé el francès de Felip III l'Ardit.

## Llocs d'interès

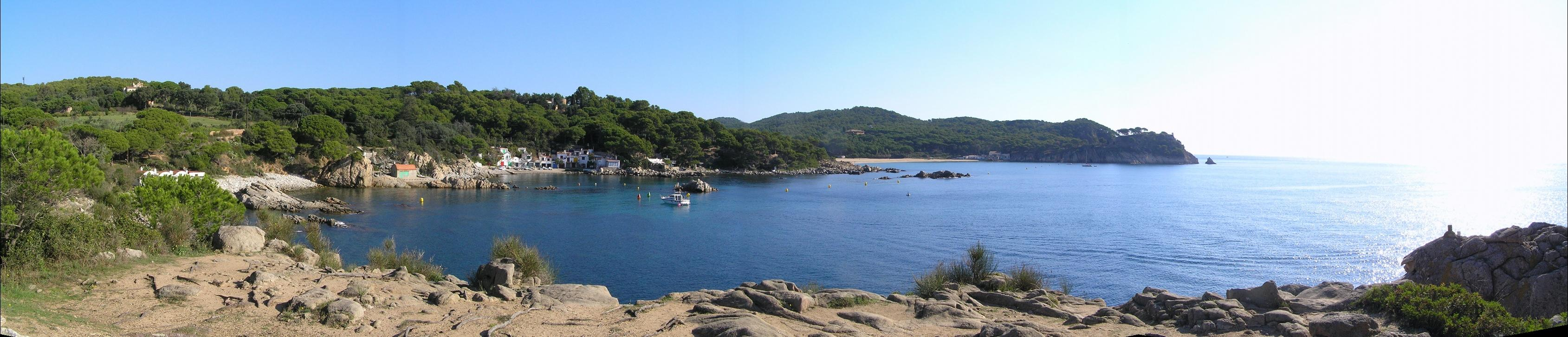
Cala S'Alguer i Platja de Castell (al fons), terme municipal de Palamós

- Poblat ibèric de Castell
- Museu de la Pesca[6]
- Espai del Peix
- Església de Santa Maria de Palamós
- Antiga església del Carme (Centre d'interpretació del patrimoni local)
- Teatre la Gorga
- Castell de Sant Esteve de Mar
- Hotel Trias
- Illes Formigues
- Cap de Planes
- Biblioteca Pública Lluís Barceló i Bou[7]
- Mas del Vent i Claustre del Mas del Vent
- Monument "Les Tombes Flamejants" a la Plaça de Catalunya

Al cementiri hi ha tombes d'algunes persones conegudes, entre les quals: Robert Ruark (Wilmington, Carolina del Nord, 1915 - Londres, 1965), escritor i periodista.

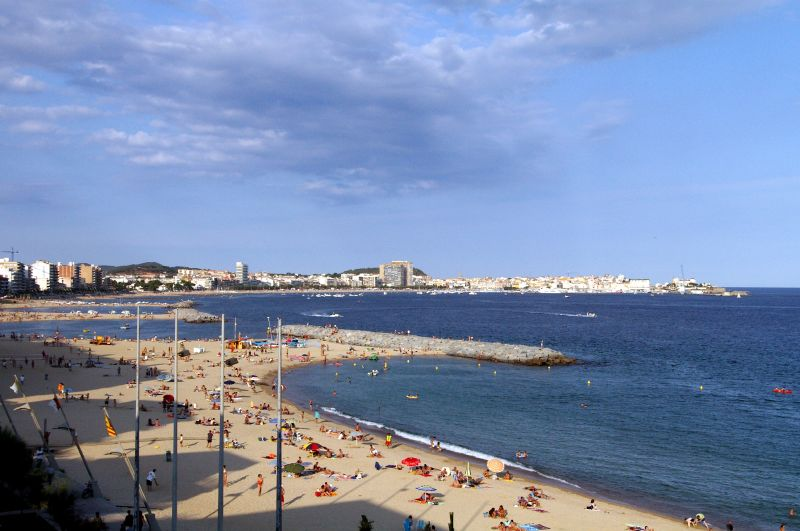
Vista des de la platja de Sant Antoni de Calonge
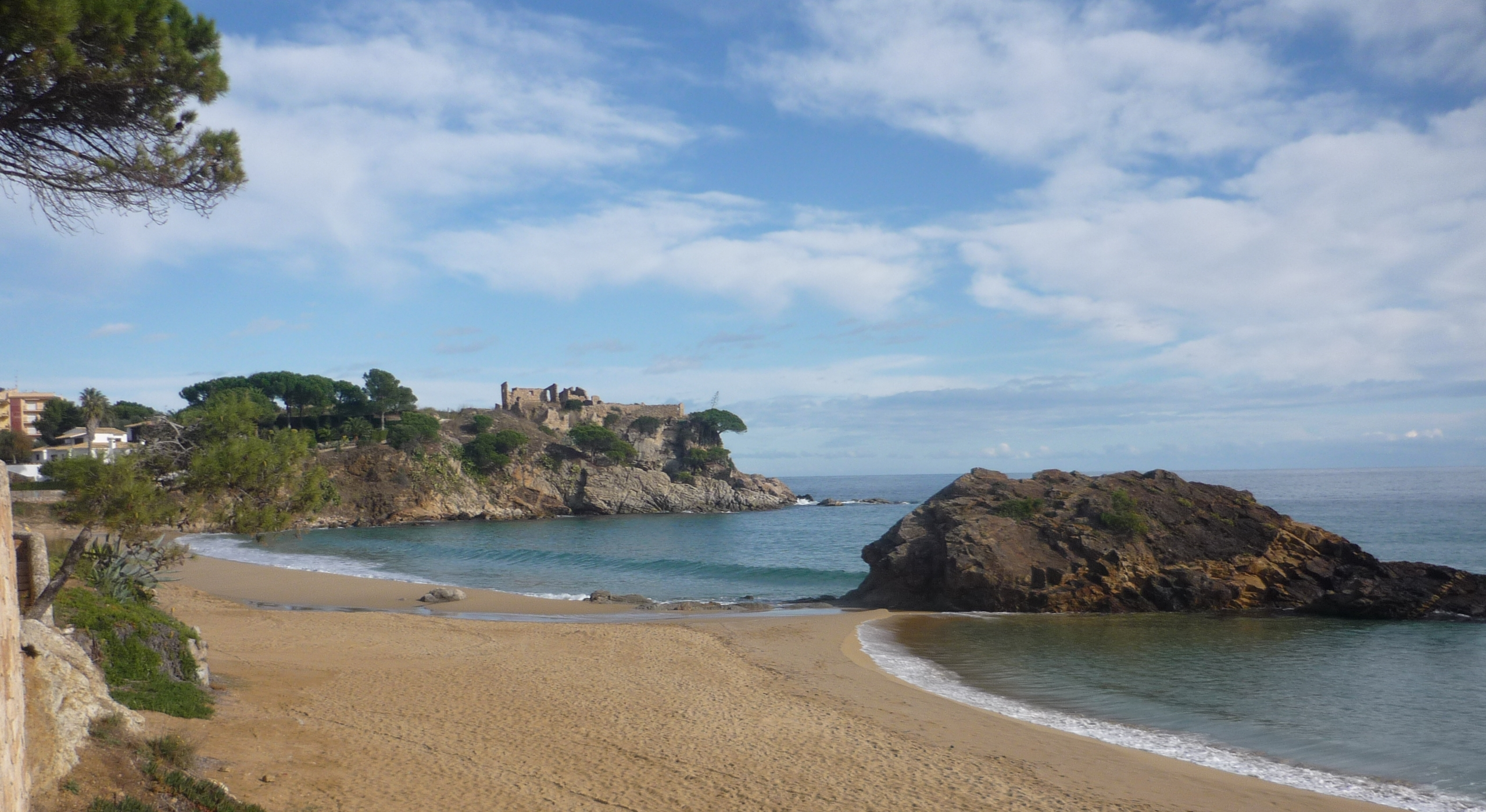
Al fons, el castell de Sant Esteve de Mar
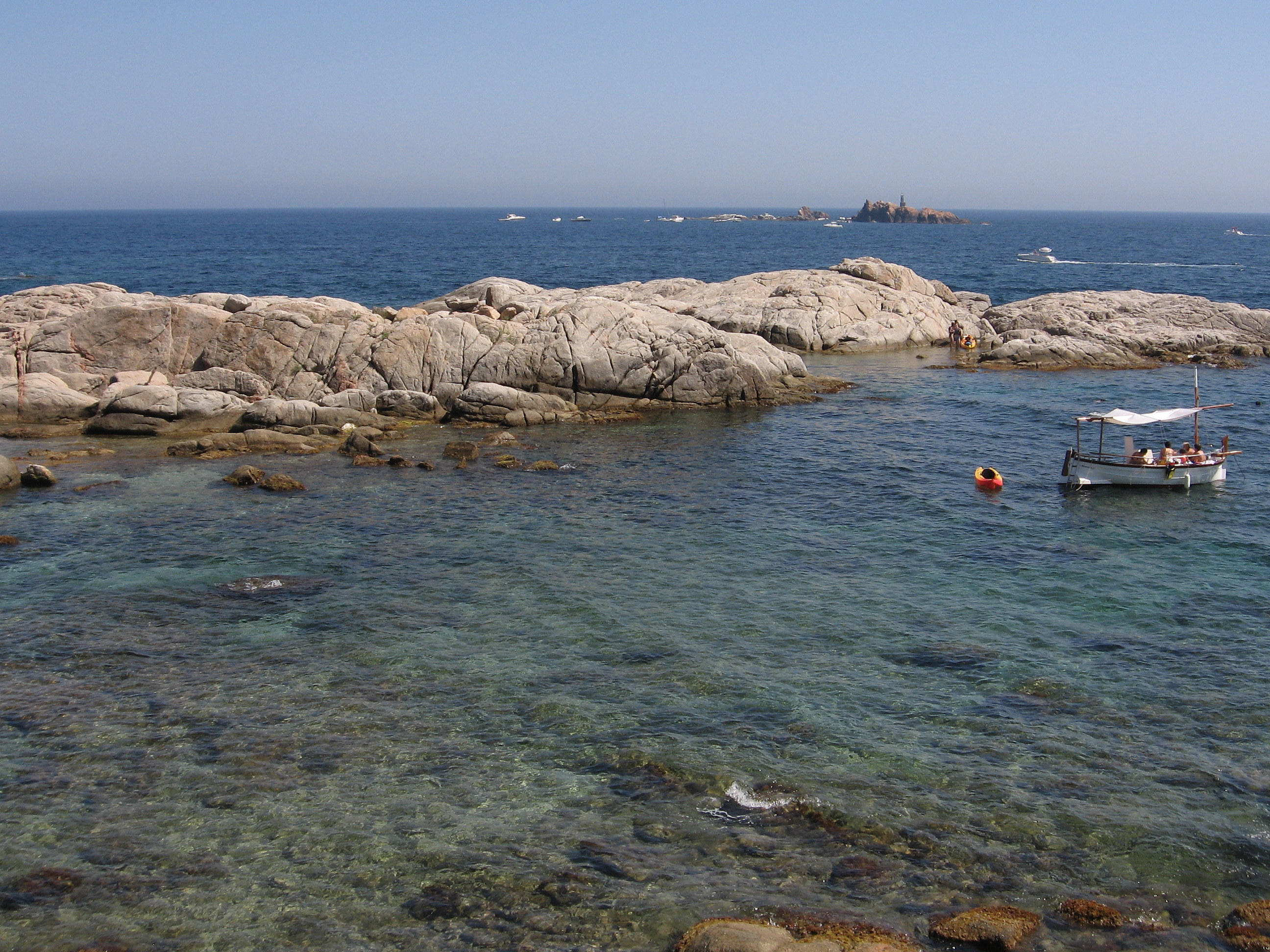
Cap de Planes i illes Formigues
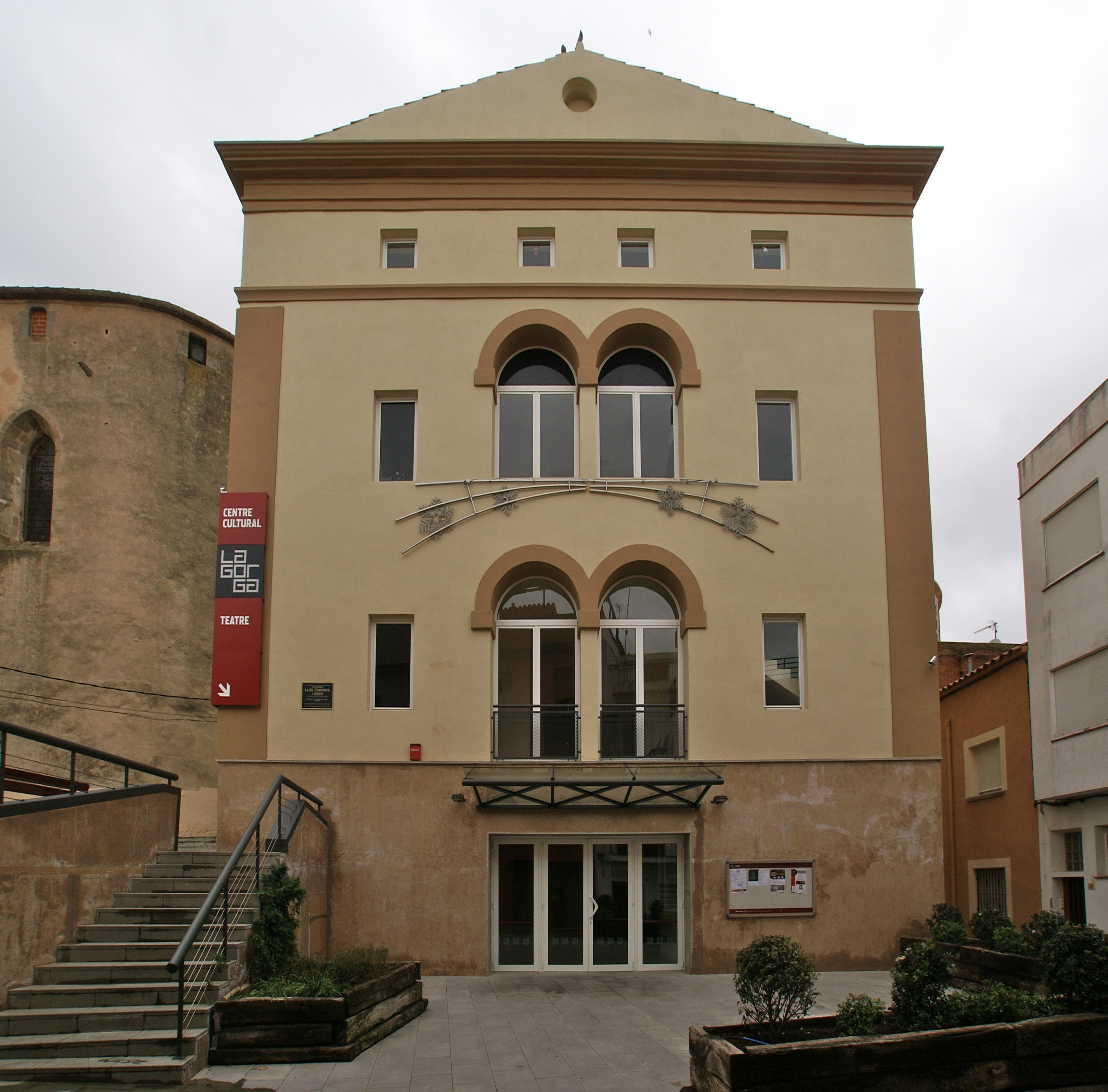
Teatre la Gorga

## Festes de Palamós

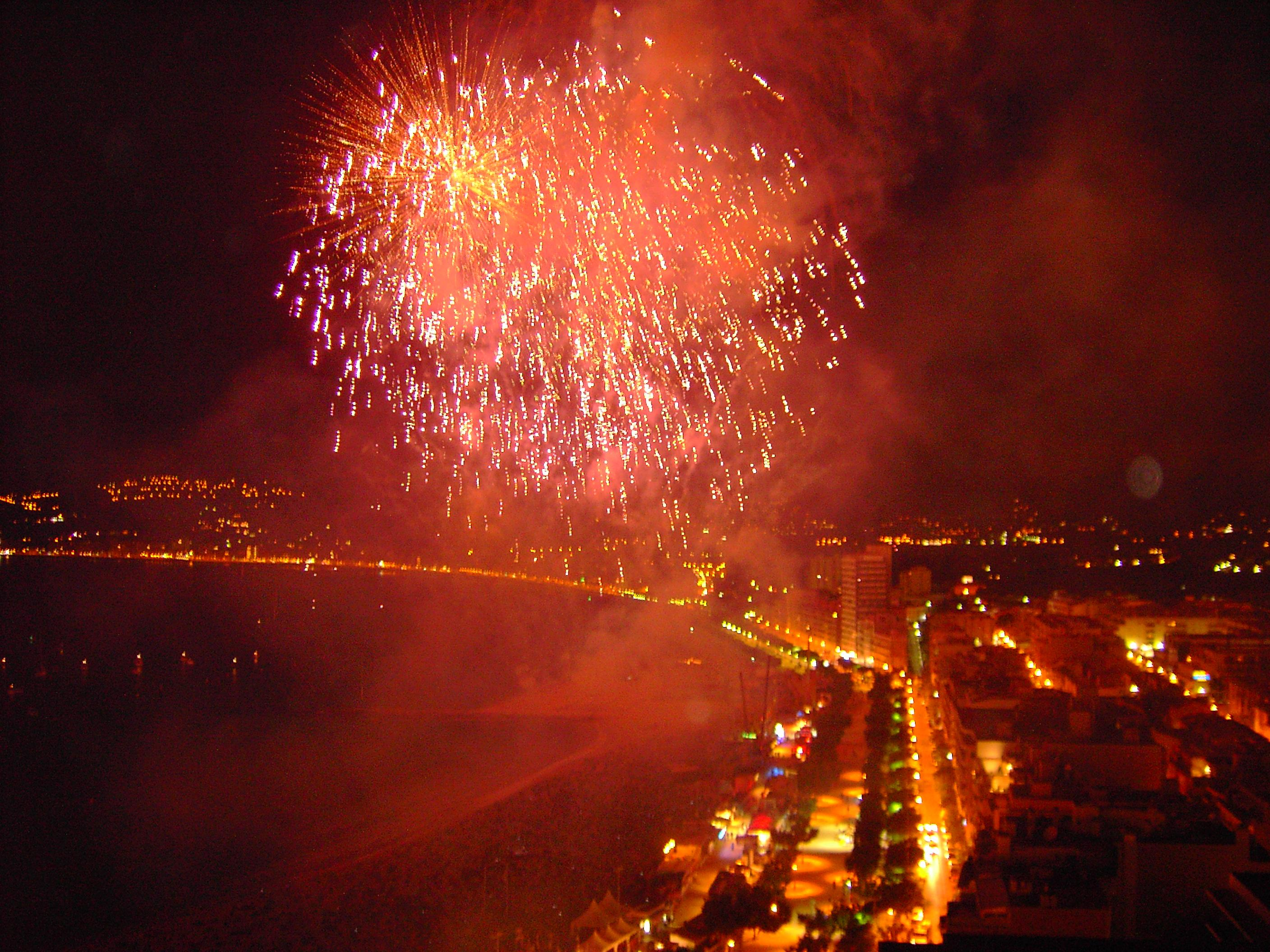
Focs de Sant Joan. Foto feta des de dalt de l'edifici l'Empordà

- La festa major de Palamós se celebra cada any entre el 23 i 26 de juny.
- Des de l'any 1950, en què la confraria encomanà una imatge de la Mare de Déu del Carme i un penó dedicat a Sant Telm, se celebra una processó marinera a mitjan juliol en honor de la Patrona de la Gent de la Mar, amb gran èxit de públic. Després de la solemne Missa, una munió de gent veu passar el seguici cap a la barca que aquell any, per sorteig, té l'honor d'hostatjar la imatge i passejar-la resseguint la costa, en un espectacle que els turistes veuen des de la platja.
- El Carnaval de Palamós és una de les festes d'hivern més importants i un dels carnavals pioners de la Costa Brava. Se celebra cada any el primer dissabte després del Dijous Gras.

## Activitat pesquera

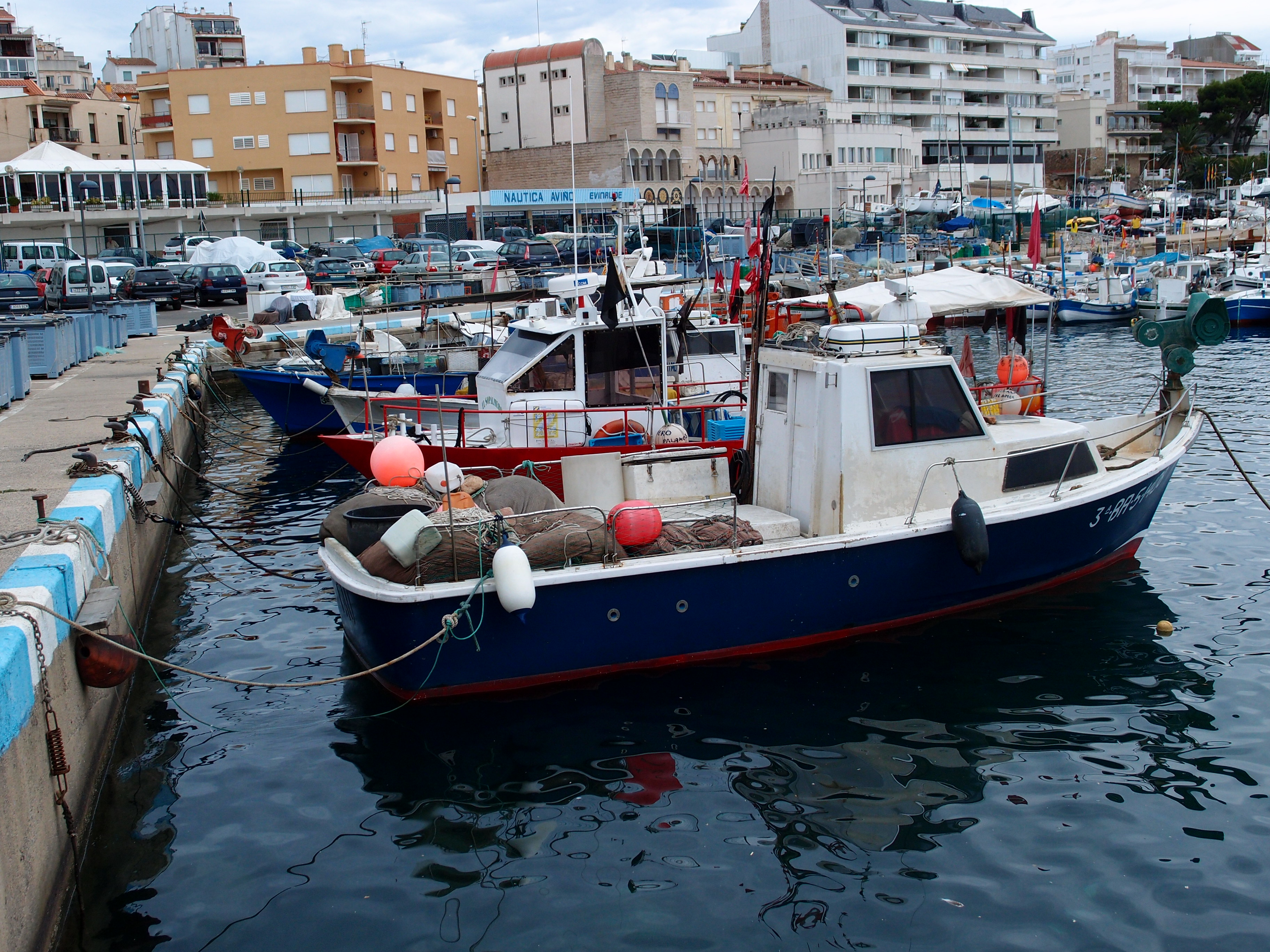
Barques de pescadors.

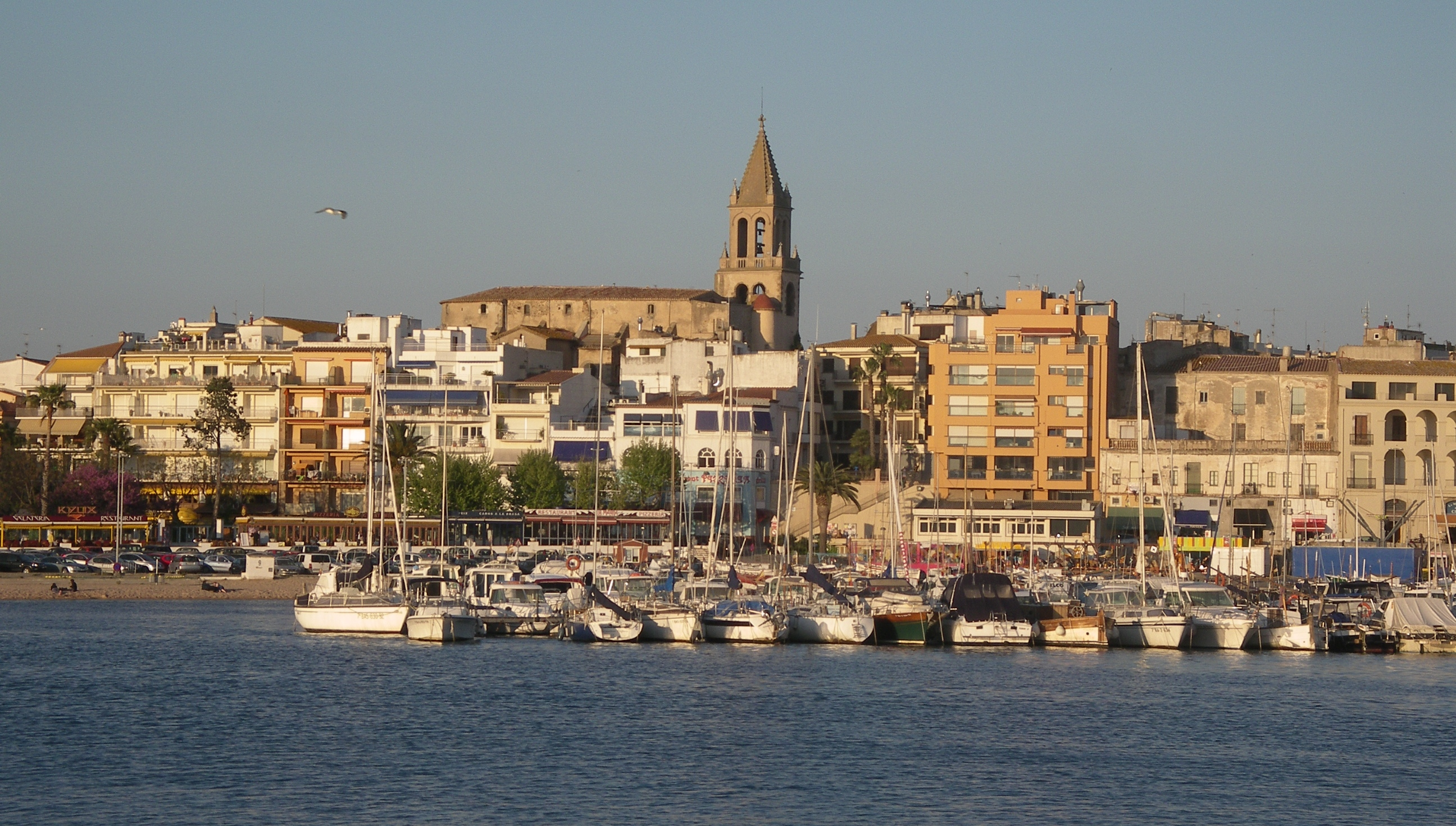
El port i l'església de Santa Maria.

L'activitat pesquera a Palamós ja es té en compte a la Carta Pobla de la Vila (1279). A principi del segle xx es té constància d'una societat anomenada La Previsió Pescadora. Entre 1920 i 1939 les associacions pesqueres eren conegudes a tot Catalunya com a pòsits de pescadors, nom popular que es manté col·loquialment. En acabar la Guerra Civil adopten la denominació actual de Confraria de Pescadors.
El producte principal de la pesca a Palamós és la gamba vermella (Aristeus antennatus), que una flota especialitzada d'embarcacions d'arrossegament porta a la llotja diàriament. Actualment s'estan esmerçant recursos i esforços per fer justícia a la seva qualitat inigualable: marca de garantia, presentació en nous envasos, estudi de mercats, tria i conservació més curosa… L'any 2013 es va aprovar el Pla de gestió de la gamba vermella de Palamós, pioner a la Mediterrània, que regula l'esforç als 7 principals caladors on opera la flota d'arrossegament del municipi i incorpora mesures per reduir l'impacte sobre el medi. En paral·lel, la Confraria de Pescadors de Palamós i l'Ajuntament de Palamós impulsen la Marca de Garantia Gamba de Palamós per assegurar l'origen, la traçabilitat i la qualitat del producte, des de la barca fins al consumidor final. En definitiva, es tracta que el pescador es pugui beneficiar més de la seva tasca i que la Gamba de Palamós, que només es pot trobar a la subhasta de Palamós. Després de la gamba vénen els altres productes, tots de qualitat i frescor incomparables.

## Escut
L'escut oficial de Palamós té el següent blasonament: Escut caironat: d'atzur, un castell d'or obert embanderolat d'una bandera d'or amb 4 faixes de gules i l'asta d'or, acompanyat de 3 rocs d'or. Per timbre una corona de comte. Va ser aprovat el 29 de maig de 1989 i publicat al DOGC el 16 de juny del mateix any amb el número 1156. S'hi representa el castell de Sant Esteve, que fou comprat pel rei Pere II als canonges de Girona (1277) per establir-hi la vila; la carta de poblament li fou concedida el 1279. Per aquests lligams amb la casa reial, dalt del castell hi oneja la senyera. Els tres rocs d'or sobre camper d'atzur s'han agafat de les armes dels Requesens, comtes de Palamós des de 1484; la corona és també la de comte.

## Societat

### Ajuntament
Actualment a Palamós (2023-2027) hi ha un govern format per ERC, PSC i Junts i mantenint l'actual alcalde Lluís Puig com al capdavant del govern del municipi.
| Candidatura | Candidatura                          | Cap de llista                  | Vots                           | Regidors | % vots |
| ----------- | ------------------------------------ | ------------------------------ | ------------------------------ | -------- | ------ |
|             | Esquerra Republicana de Catalunya    | Lluís Puig                     | 1.786                          | 5        | 26,20% |
|             | SOM-HI Per Palamós i Sant Joan       | Maria Teresa Ferrés            | 1.499                          | 4        | 21,99% |
|             | Partit dels Socialistes de Catalunya | Raquel Gallego                 | 1.188                          | 3        | 17,43% |
|             | Junts per Catalunya                  | Raimon Trujillo                | 1.070                          | 3        | 15,70% |
|             | Candidatura d'Unitat Popular         | Alexandre Weltz                | 471                            | 1        | 6,91%  |
|             | VOX                                  | Cristina Ruz                   | 348                            | 1        | 5,10%  |
|             | Partit Popular Català                | Cristóbal Posadas              | 345                            | 0        | 5,06%  |
| Total       | Total                                | 6.707 (51,48% de participació) | 6.707 (51,48% de participació) | 17       | 100%   |

### Educació

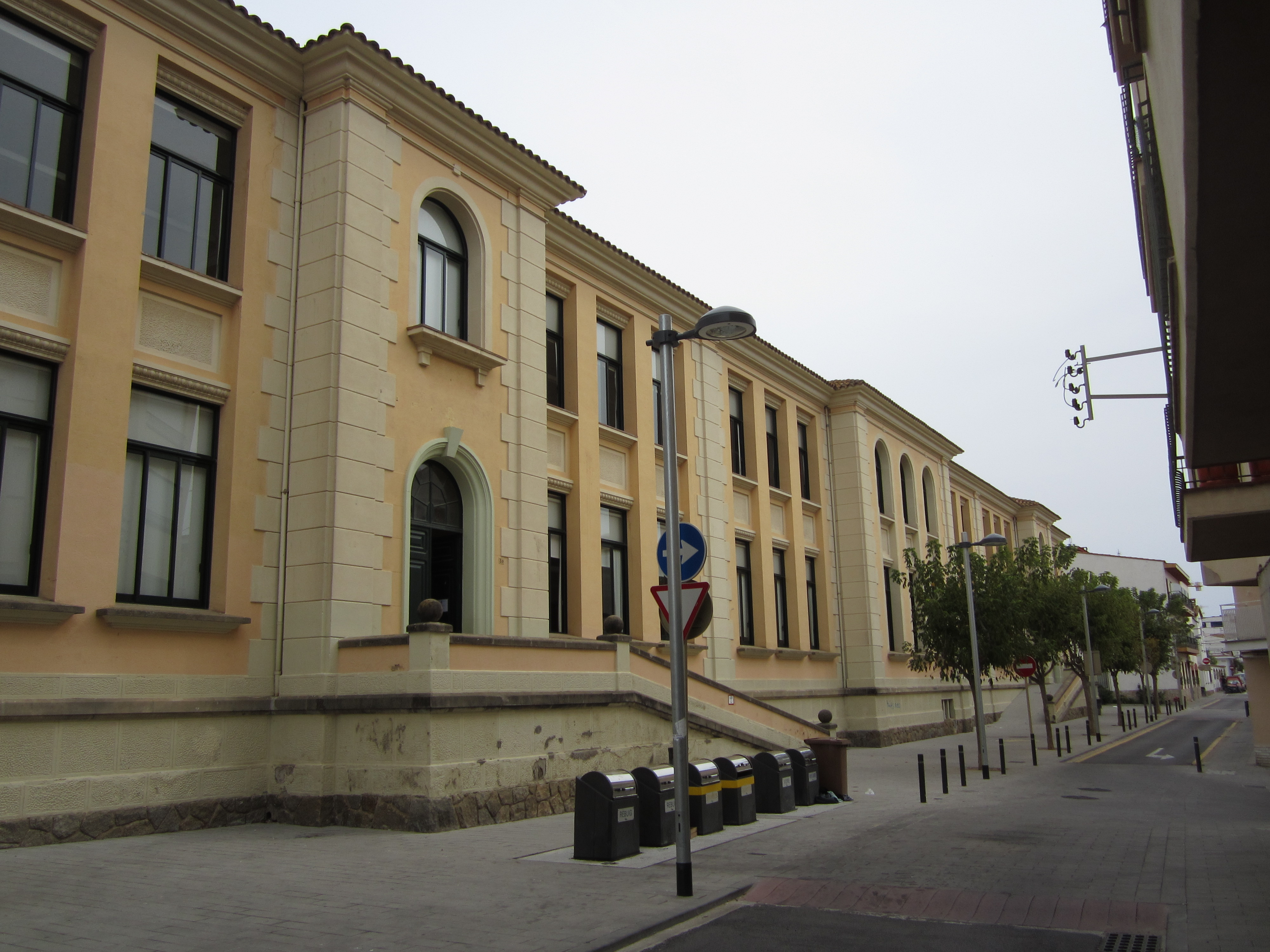
Escola Ruiz Giménez.

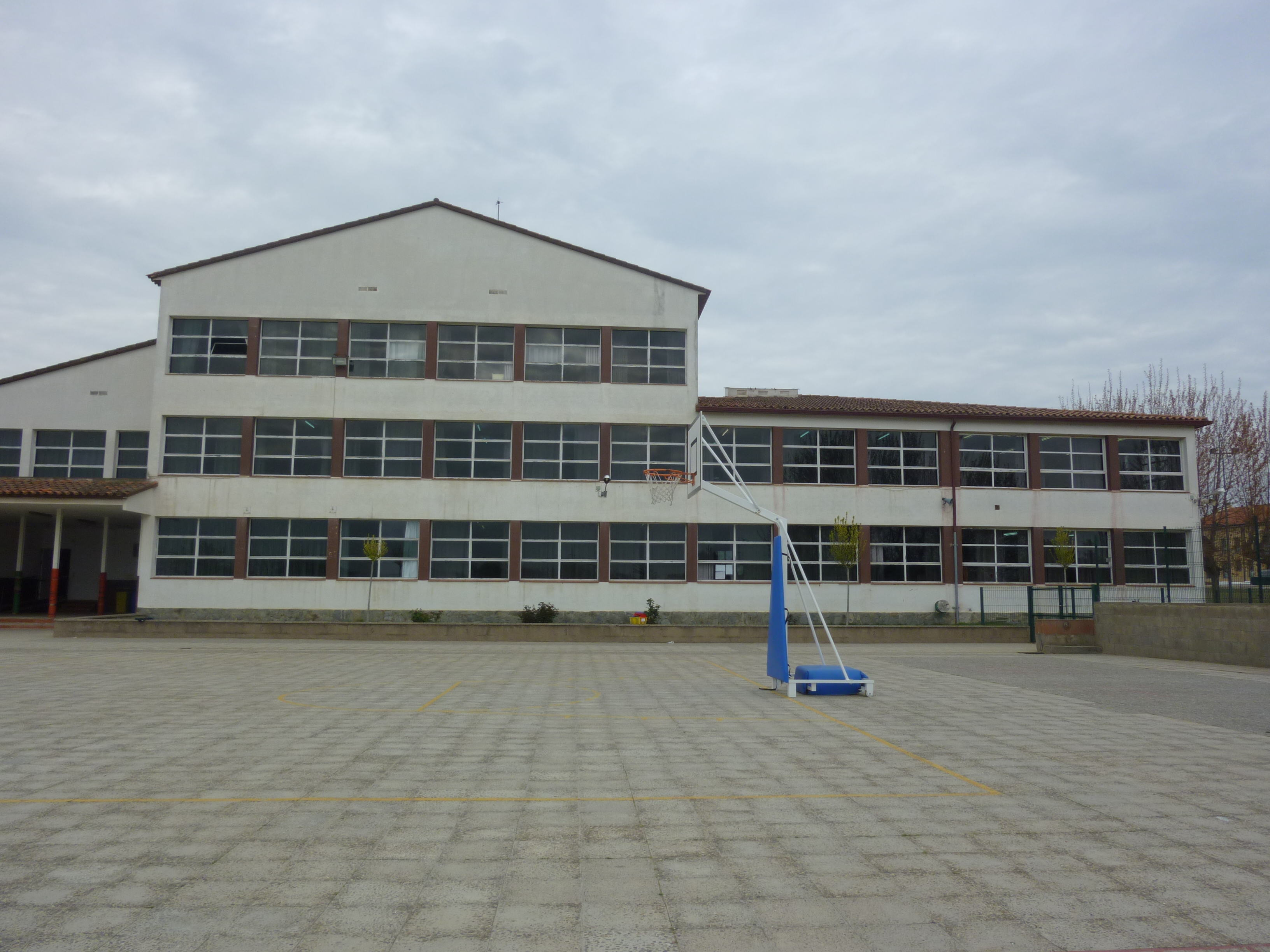
Escola Vila-Romà.

A la població hi ha nou centres educatius:
| Nom del Centre                             | Ensenyaments impartits                                                                       |
| ------------------------------------------ | -------------------------------------------------------------------------------------------- |
| CEE Els Àngels                             | educació especial                                                                            |
| CFA de Palamós                             | educació de persones adultes                                                                 |
| Escola Ruiz Giménez                        | educació infantil i educació primària                                                        |
| Escola Vila-romà                           | educació infantil, educació primària i ESO (1er i 2n)                                        |
| Institut de Palamós                        | ESO, batxillerat i cicles formatius de formació professional de grau mitjà, superior i bàsic |
| La Salle                                   | educació infantil i educació primària                                                        |
| Llar d'infants L'Estel de Mossèn Gumersind | educació infantil                                                                            |
| LLI privada Kumbayà                        | educació infantil                                                                            |
| Vedruna                                    | educació infantil, educació primària, ESO i batxillerat                                      |

### Clubs esportius

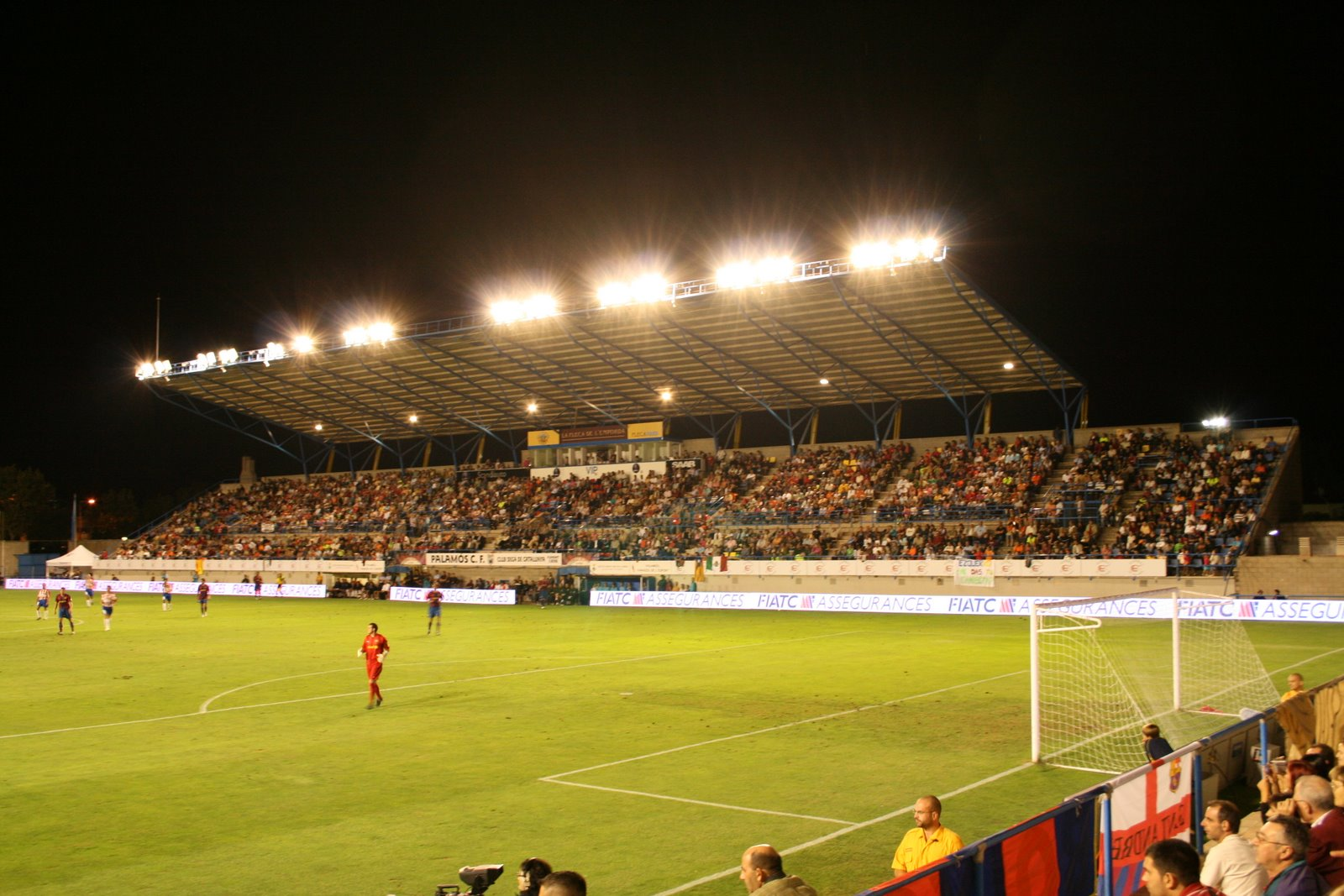
Estadi municipal de futbol.

El club esportiu més important de Palamós és Palamós Club de Futbol, El 1898 neix el club de futbol degà de Catalunya, el Palamós Foot-ball Club, fundat per Gaspar Matas i Danés. El Palamós Club de Fútbol, és el segon club més antic d'España. El club de Vela Palamós cada any organitza la Christmas Race que és una competició de vela lleugera que es disputa a la badia de Palamós cada any durant el mes de desembre. El Club Esportiu Palamós de Bàsquet es va fundar el 22 d'abril de 1988 pels palamosins J.Lloret, E.Sala,J.Danès i M.Gubert, per a donar continuïtat a la secció d'aquest esport de la Salle Palamós. El 1989 es va crear el sènior femení.

### Mitjans de comunicació
El mitjà de comunicació més important de la població és Radio Palamós. El 28 de gener de 1982 un grup d'estudiants de l'Escola Vedruna posava en antena Ràdio Estudiantil de Palamós, l'emissora de ràdio local que amb el temps va esdevenir l'actual Ràdio Palamós. Cèsar Díaz del Real, Jordi Forné, Albert Gallart i Jordi Iglesias varen iniciar l'embrió de Ràdio Palamós. Després d'uns primers mesos d'emissions espontànies, a la fi de l'any 1982, els llavors col·laboradors de l'emissora local decidien constituir-se en assemblea per tirar endavant un projecte més organitzat. Així es van redactar els primers estatuts de Ràdio Estudiantil de Palamós. D'aquells estatuts en va sortir la primera Junta directiva que endegaria l'emissora local que més tard passaria a ser emissora municipal -un cop reconeguda pel Ple de l'Ajuntament.

### Agermanaments
Palamós està agermanat amb la ciutat alemanya de Rheda-Wiedenbrück i amb L'Ametlla de Mar des del 2017.